# 弗拉基米爾·普京關於克里米亞的講話
弗拉基米爾·普京關於克里米亞的講話（俄语：Крымская речь Владимира Путина），或總統普京關於克里米亞的講話，是指弗拉基米尔·弗拉基米罗维奇·普京於2014年3月18日以俄羅斯總統身份在克里姆林宮聖喬治大廳對俄羅斯聯邦會議上議院和下議院作出的講話。

## 背景
根據官方結果，於2014年3月16日決定克里米亞地位的公投中，超過82%的登記選民參與了公投，而其中超過96%支持克里米亞併入俄羅斯。2014年3月17日，克里米亞最高議會宣布克里米亞共和國為獨立的主權國家，塞瓦斯托波爾則有特殊的地位，又向俄羅斯聯邦提出併入的建議，並稱已經準備與俄羅斯聯邦協定草案；同日，俄羅斯總統普京指考慮到克里米亞人民的意志，簽署承認克里米亞共和國為獨立主權國家的法令，並在晚上宣佈將在3月18日下午3時向聯邦議會發表此講話。

## 反應

### 俄羅斯國內
有政治家指，此講話是普京為他政治生涯中最感性的講話之一，並指在大廳內的聆聽者感到欣快，而講話中大部分的文字都是描寫普京自己的感受；亦有學者指此講話“體現出國際法律和秩序的新原則，以真理、正義和尊重各國利益的國際法律為基礎”。

### 國際反應
華盛頓郵報記者格倫·凱斯勒在報導中指普京講話中的一些言論為“可疑和虛假”；英國政府則指責此講話「恐怖」，又指講話「屠殺和謀殺」了烏克蘭政府的法律地位。希拉里·克林頓把克里米亞目前的情況比喻為1938年的蘇台德區問題，又把普京與阿道夫·希特勒互相比較，而一些政治家和記者也把此講話與希特勒的講話相提並論。
於2014年3月26日，美國總統奧巴馬發表講話，反駁普京在此講話中提出的論點；他又指烏克蘭和俄羅斯之間的歷史關係並沒有給俄羅斯決定烏克蘭未來的權利，並認為俄羅斯對烏克蘭的行動是「不民主」和「暴力」的。